# Aeroporto Internacional de Piarco
O Aeroporto Internacional de Piarco (em inglês: Piarco International Airport) (IATA: POS, ICAO: TTPP) é um aeroporto internacional localizado em Piarco e que serve principalmente Port of Spain, capital de Trinidad e Tobago, sendo o maior do país e o sétimo maior do Caribe, também é o hub principal da Caribbean Airlines.

## Companhias Aéreas e Destinos
| Companhias               | Destinos                                |
| ------------------------ | --------------------------------------- |
| Caribbean Airlines - HUB | Porto of Spain                          |
| Liat                     | Bridgestown - Castries - Porto of Spain |